# Pavetta ruwenzoriensis
Pavetta ruwenzoriensis är en måreväxtart som beskrevs av Spencer Le Marchant Moore. Pavetta ruwenzoriensis ingår i släktet Pavetta och familjen måreväxter. Inga underarter finns listade i Catalogue of Life.